# Obóz ćwiczebny

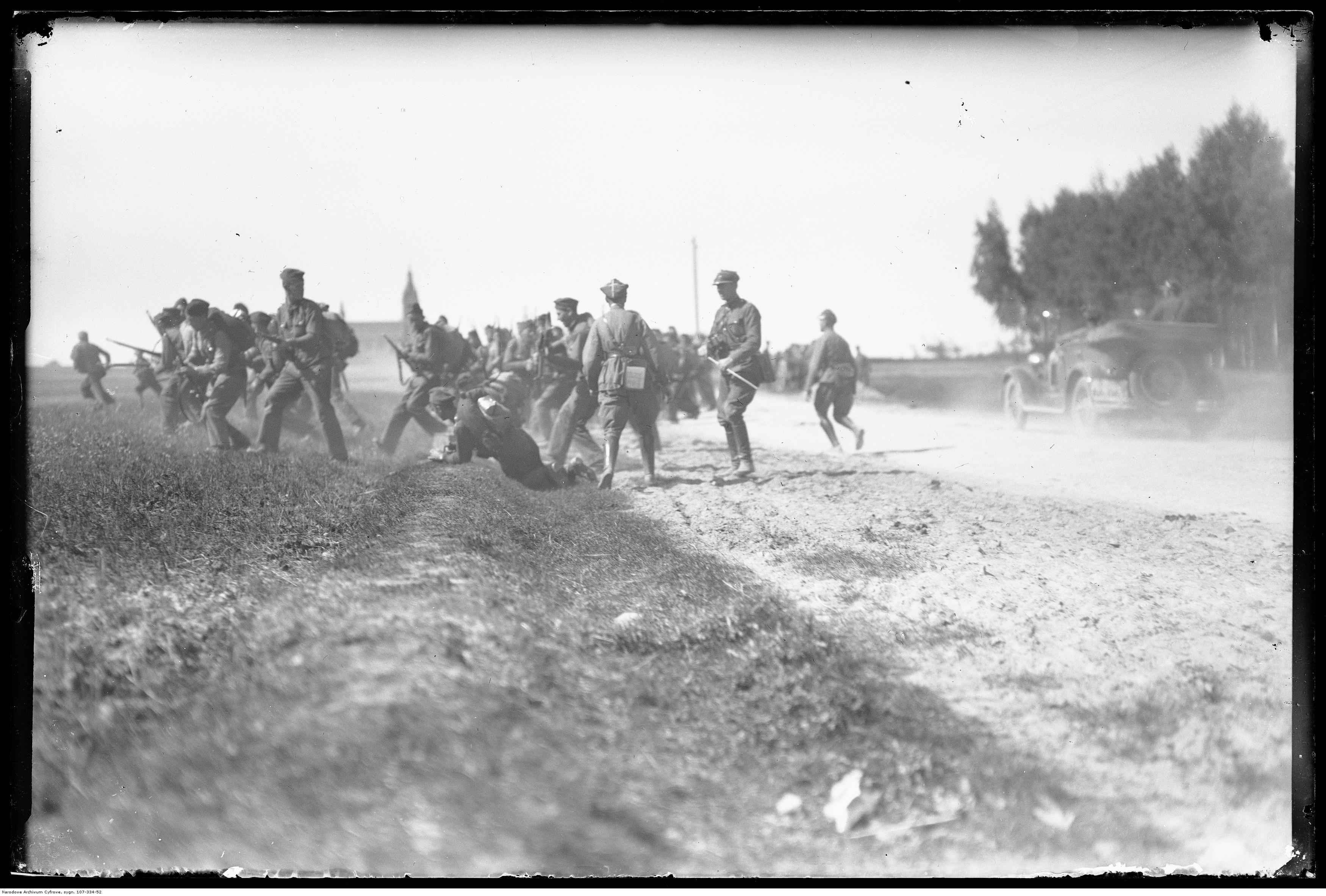
Obóz ćwiczebny, 1930

Obóz ćwiczebny, obóz ćwiczeń (OC) – miejsce okresowego pobytu wojska poza rejonem stałej dyslokacji, przeznaczone do szkolenia bojowego w warunkach polowych. Obozy ćwiczebne wyposażone są zwykle w strzelnice (poligony), place ćwiczeń, boiska sportowe, kluby, przystanie. Organizuje się je zazwyczaj w lecie, rozmieszczając wojsko w namiotach lub barakach; niekiedy urządza się obozy ćwiczebne również w zimie. W obozach ćwiczebnych, w których rozmieszczone są różne oddziały i związki taktyczne, wyznacza się dowódcę OC, jego zastępców oraz, w razie potrzeby, inne osoby funkcyjne; w obozie ćwiczebnym zajętym tylko przez jeden związek taktyczny (oddział) obowiązki dowódcy OC sprawuje dowódca danego związku taktycznego (oddziału). Porządek wewnętrzny, służbę wewnętrzną i wartowniczą w obozie reguluje dowódca OC w myśl zasad obowiązujących w garnizonie i przystosowanych do warunków polowych.
W dwudziestoleciu międzywojennym w Wojsku Polskim funkcjonowały następujące komendy obozów ćwiczeń, zaliczane do władz garnizonowych, obok komend miast i komendantów placów:
- Komenda Obozu Ćwiczeń „Barycz”,
- Komenda Obozu Ćwiczeń „Biedrusko”,
- Komenda Obozu Ćwiczeń „Brześć”,
- Komenda Obozu Ćwiczeń „Czerwony Bór”,
- Komenda Obozu Ćwiczeń „Grupa”,
- Komenda Obozu Ćwiczeń „Leśna”,
- Komenda Obozu Ćwiczeń „Pohulanka”,
- Komenda Obozu Ćwiczeń „Powórsk”,
- Komenda Obozu Ćwiczeń „Raducz”.

Aktualnie Siły Zbrojne RP korzystają z obozów ćwiczebnych położonych na terenie ośrodków szkolenia poligonowego rodzajów wojsk, np. OC „Karliki” na terenie Ośrodka Szkolenia Poligonowego Wojsk Lądowych Żagań.